# 青海以礼草
青海以礼草（学名：Kengyilia kokonorica）原称青海鹅观草、青海仲彬草，为禾本科以礼草属（仲彬草属）下的一个种，分布于中国青海省、甘肃省及西藏自治区等地的干燥草原、砾石坡地，被列为中国国家二级重点保护野生植物。

## 形态特征
青海以礼草秆高30-50厘米，花序以下被柔毛，2-3节，顶端1节膝曲状；叶鞘短于节间，无毛，叶舌长约0.4毫米；叶内卷，长2-15(-18)厘米，宽2-5毫米，无毛；穗状花序紧密，长5-6厘米，宽7-8毫米；穗轴密被柔毛，节间下部者长4-7毫米，上部者长2-3毫米；小穗绿或带紫色，具3-5(6)小花，长0.8-1.3厘米；颖披针状卵圆形，长3-5毫米，密被硬毛，1-3脉，中脉稍隆起，背面绿色，边缘白色膜质，芒长2-3毫米；外稃背面密被硬毛，5脉，第一外稃长6-8毫米，长4-6毫米，内稃与外稃近等长，脊上部被纤毛，先端凹陷；花药长2-2.2毫米。

## 扩展阅读
- 維基物種上的相關：青海鹅观草